# ウィッチ (ザンビアのバンド)
ウィッチ（The Witch、しばしばWITCHまたはW.I.T.C.H.として定型化される）は、1970年代に結成されたザムロック、ザンビアのロックバンド。

## 概要
1970年代にザンビアで最も人気のあったバンドとして広く知られているWITCH ("We Intend To Cause Havoc" の頭字語) は、リード・ボーカリストのエマニュエル "ジャガリ" チャンダ（ジャガリと言うステージネームはミック・ジャガーのジャガーを現地語にした物）が率いた。バンドはザンビアの独立後の黄金時代に結成されたが、1970年代後半までに、経済の崩壊と政府の権威主義の高まりにより、ほとんどのザムロック・バンドと同様にWITCHは姿を消した。レコードの発掘再発売が海外で人気を博した後、バンドは2012年に復活した。

## 歴史
WITCHはザンビアの独立後の黄金期に結成されたが、1970年代後半までに、経済の崩壊と政府の権威主義の高まりにより、ほとんどのザムロック・バンドと同様に、WITCHは夜間外出禁止令を回避するために昼間のショーを行い、次第に姿を消した。これにより、ジャガリはバンドを離れ、教師としてのキャリアを追求するようになった。彼は乱れたバンドマンの生活から離れて、一般的な生活に身を置いた事でHIV禍から逃れて今日まで生き延びられたと言える。その他の初期メンバーはその後後天性免疫不全症候群によってほぼ全員死去している。
ジャガリの脱退後、WITCHはリードボーカルとしてパトリック・チザンベレとクリスティーン・ジャクソンを採用した。この間、バンドはロックから離れ、ディスコ・ミュージックに移行した。パトリック・チセンベレとクリスティーン・ジャクソンの脱退後、WITCHのサウンドは再び変化し、ザンビア音楽の要素をさらに取り入れている。 クリス・ムベウェが率いるこの後のレパートリーは、「Janet」や「Nazingwa」などのこの時代のトラックに代表されるカリンデュラ音楽を主に演奏した。
1980年代半ば以降、バンドは不明瞭になり、ジャガリがバンドを復活させるために米国に招待された2012年までライブ演奏を停止した。2013年の時点で、WITCHは再びツアーを行っており、オランダ、ドイツ、スイスからの新しいメンバーとともに、ジャガリを含む新しいラインナップで、バンドの以前のディスコグラフィーも、デジタルおよびアナログレコードで再リリースされている。2006年以来、このグループの音楽は、ローリング・ストーン 、ラフ・トレード・レコード、Now-Again Recordsなどの国際的なテイストメーカーによって選別されたいくつかのコンピレーション・アルバムでフィーチャーされている。Now-Againは、人気のコンピレーション『Welcome to Zamrock!』を含む複数のリリースにWITCHを収録している。 
近年も比較的活発に活動している、2022年シングル「Waile」を発表した。
2023年、アルバム『Zango』をリリース。

## バンドメンバー
年は概算であり、アルバムのリリース日に基づく。

### 現在のメンバー
- エマニェオ "ジャガリ" チャンダ – リードボーカル[1] (1972–1976, 2012– )
- パトリック・ムウォンデラ – キーボード(1980–1984, 2012– )
- ジャコ・ガードナー※ - ベース
- ニコ・マウスコビック※ - ドラム、パーカッション
- ステファン・リロヴ※ - ギター
- JJ・ホワイトフィールド※ - ギター

※2022年 シングル「Waile」のクレジットより。

### 過去のメンバー
- クリス "キムズ" ムベウェ – リードギター、ボーカル(1972–1984)
- ギデオン "ギディ・キング" ムレンガ – ベースギター(1972–1984)
- ボイディ "スター・マックボルド" シンカラ – ドラム、ボーカル(1972–1977)
- ジョン "ミュージック" ムマ – リズムギター、ボーカル(1972–1975, 1977)
- ポール・"ジョーンズ"・ムンバ – キーボード、ドラム(1972–1974)
- クリスティン・ジャクソン – ボーカル(1980)
- ピーター・ルング – ドラムス(1980–1984)
- シャディック・ブワリャ – ボーカル、パーカッション(1980–1984)
- エマニュエル・マクル – ギター(1980)
- スタンフォード・テンボ – ボーカル(1980)
- パトリック・チザンベレ – リードボーカル(1984)

WITCHのリリースにクレジットされている他のミュージシャンには、キーボード奏者のコスモス・ザニとスリム・アリ、パーカッショニストのアレックス・クンダ、歌手のA.ルシケとR.ミラーが含まれる。ブラスバンドのリアルサウンドホーンズは、1980年代にリリースされた両方のバンドに出演している。

## ディスコグラフィー
クレジットは Discogs から転載。Bandcampを元にしたNow-Again復刻情報。

### スタジオ アルバム
- Introduction (1972; reissued 2011)
- In The Past (1974; reissued 2012)
- Lazy Bones!! (1975; reissued 2012)[6][7]
- Lukombo Vibes (1976; reissued 2012)
- WITCH (1977)
- Movin' On (1980; reissued 2015)
- Kuomboka (1984; reissued 2015)
- Zango (2023)
- SOGOLO (2025)